# 岡崎惟素

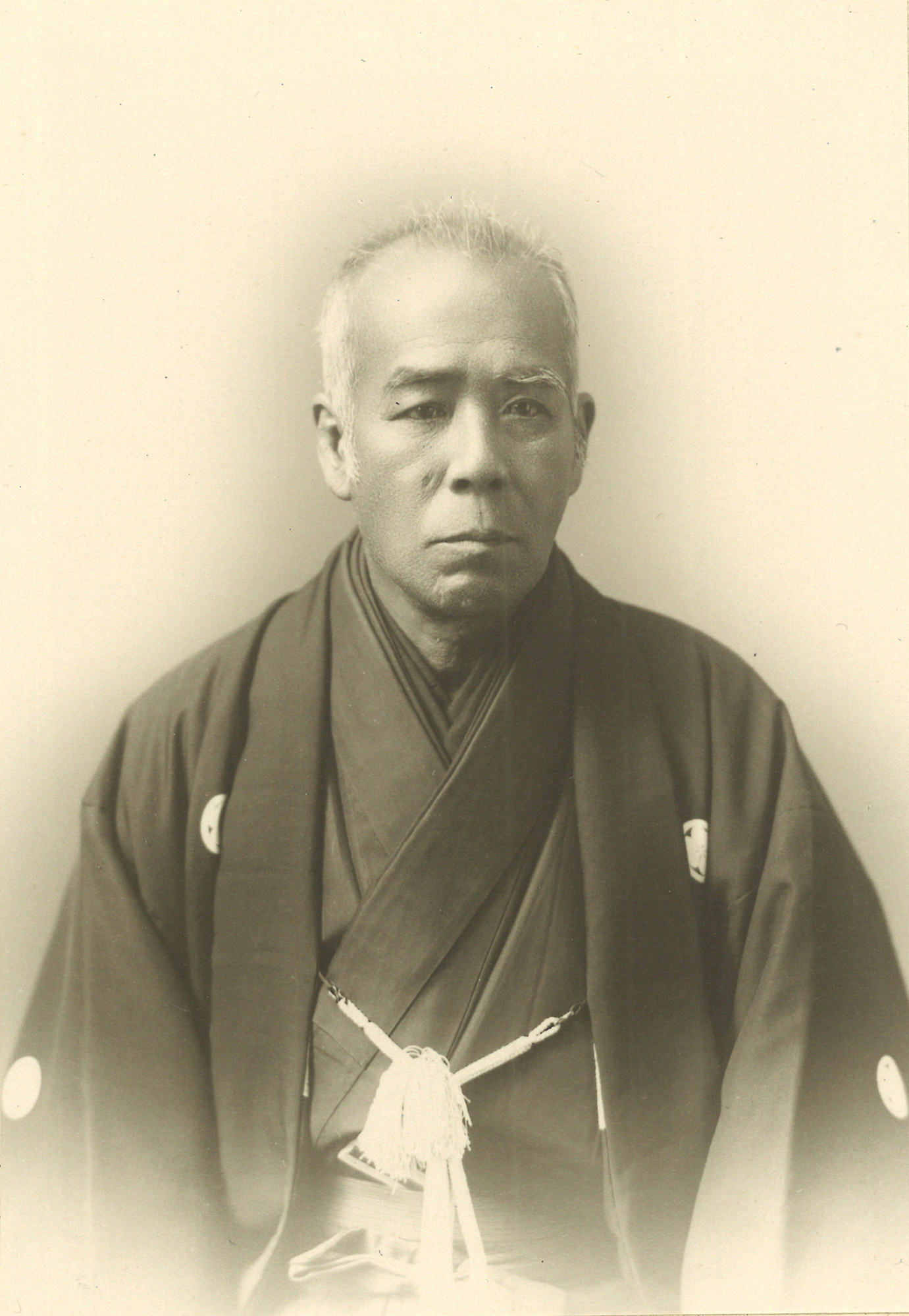
岡崎淵冲　肖像写真

岡崎 惟素（おかざき これもと、1840年（天保11年） - 1905年（明治38年）5月20日）は、日本の武士（岡山藩士）、実業家（三菱商会本社副支配人、日本郵船長崎支店長、日本逓業取締役、東京株式取引所理事）、茶人（織部流）。幼名は滝吉、のち滝之助。号は淵冲、谷神。

## 生涯
1840年（天保11年） 、備前国御野郡内田村（現・岡山市）生まれ。1870年（明治3年）、30歳の時は、岡山藩家老で金川領主の日置健太郎支配の下級藩士（陪臣）であった。廃藩置県後は東京に出て、官吏となるも、1877年（明治10年）36歳の時に岩崎弥太郎が創設した三菱商会に書記係として入社。のちに本社副支配人となる。1887年（明治20年）、三菱の荘田平五郎・内田耕作・浅田正文・岡本健三郎らと共に日本郵船（共同運輸と三菱汽船との合併会社）を創立した。
1898年（明治31年）、松浦詮(心月庵）伯爵が在京の華族､名士等と設立した輪番茶事グループ「和敬会」の会員となる。会員は岡崎、松浦のほか、青地幾次郎（湛海）・石黒忠悳（况翁）・伊藤雋吉（宗幽）・伊東祐麿（玄遠）・岩見鑑造（葎叟）・金澤三右衛門（蒼夫）・戸塚文海（市隠）・東胤城（素雲）・東久世通禧（古帆）・久松勝成（忍叟）・松浦恒（無塵）・三田葆光（櫨園）・三井高弘（松籟）・安田善次郎（松翁）の以上16人（後に益田孝（鈍翁）、高橋義雄（箒庵）が入会）で､世に「十六羅漢」と呼ばれた。
1905年（明治38年）5月20日の明け方、新宿の別邸に於いて没。享年65歳。谷中霊園に葬られた。戒名は正源院大心了徹居士。墓碑は一周忌である明治39年5月20日に嗣子の遠光により建てられた。

## 人物
篤実な性格として知られ、武技を修めた読書家で、易、詩歌、香に通じ、特に茶道の点前研究を行なった。禅は、南隠全愚（全生庵・白山龍雲院住職）、大徹道林（南禅寺派前管長、広園寺住職）に師事した。茶道は、織部流の古田宗関より皆伝を受け「淵冲（えんちゅう）」と号し、茶室の庵号は谷神庵（三畳）で「谷神」とも号した。 平成時代になって淵冲の流れを汲む茶道・古田織部流 正伝会（織部流温知会）が宮下玄覇により再開された。書の鑑識眼にすぐれ、重要文化財「月礀文明 墨蹟」（現根津美術館蔵）などの墨蹟、継色紙「よの中は」などの名品を収集した。

## 家族
養子に岡崎遠光（1869～1913、日韓瓦斯電気株式会社・専務取締役、大田電気株式会社・会長）がいるが早世した。子に滝之助がいる。惟素の二女琴は、甲野荘平（1868～、日本郵船社員、甲野時計製作所・社長）の妻となった。
親しい友人に、朝吹英二（柴庵）、渡辺荘、内田耕作がいる。茶人間では、和敬会の会員のほか伊藤幹一・古筆了仲・大久保北隠らと交友した。

## 著書
- 『各伝比較 点茶活法』（1902年、博文館）- 茶道の諸流の点前を比較した大著。